# Trækstien
Trækstien ved Gudenåen er en cirka 80 km lang sti langs Gudenåen, fra Silkeborg til Randers. Der har sikkert været en trampet sti langs åen ligeså længe man har sejlet pramme op ad åen, dvs. tilbage til begyndelsen af 1400-tallet. Den første anlagte sti er fra begyndelsen af 1800-tallet, hvor blandt andre H.P. Ingerslev gennemførte en plan for pramfarten på Gudenåen, men først efter anlægget af papirfabrikken i Silkeborg blev det sat i system. Der blev i 1842 oprettet en åbestyrelse der nåede frem til en aftale mellem lodsejerne langs åen og pramfolkene, og opkrævede en afgift af prammene til vedligehold af ruten.
I 1851-52 opnåede man en bevilling på finansloven til uddybning af åen og anlæggelsen af en ordentlig trækvej, hvor man fyldte op, anlagde stenkister over grøfter og byggede broer.
Da pramfarten var på sit højeste, blev trækstien omhyggeligt vedligeholdt, og der var til stadighed tilsyn med, at lodsejerne langs åen overholdt reglerne for udnyttelse af arealerne mellem stien og åen.

## Efter storhedstiden
I 1908 åbnede man jernbanen mellem Silkeborg og Langå, og der var planer om at give Trækstien tilbage til lodsejerne. Det skete imidlertid ikke. 
I 1917 søgte lodsejerne om at få Trækstien endeligt nedlagt, men de fik afslag af myndighederne. I 1926 blev åbestyrelsen nedlagt og Trækstien underlagt Ministeriet for offentlige Arbejder og administreret fra Vandbygningsvæsenet. Der var stadig forbud mod kørsel, kreaturtrækning og græsning, men som tiden gik, blev dette forbud ”glemt” af mange lodsejere, der hermed betragtede arealerne som privat ejendom og i nogle tilfælde begyndte at bortvise spadserende.
For at få endelig afklaring på sagen indsendte Silkeborg byråd, Silkeborg Turistforening og Danmarks Naturfredningsforening i januar 1935 i fællesskab en indstilling til ministeriet om, at Trækstien stadigvæk måtte være åben for gående færdsel, og at der måtte være ret til frit ophold på visse arealer mellem stien og åen. Indstillingen begrundedes med, at både stien og de nævnte arealer var statens ejendom, og at der var udbetalt erstatning for den indskrænkede brugsret af de øvrige arealer. 
I 1936 blev der afsagt kendelse og derefter opsat skilte om, at Trækstien var åben for gående færdsel, hvilket i praksis også kom til at omfatte cykling.
I begyndelsen af 1950'erne opførte Silkeborg kommune et centralrenseanlæg, nu Søholt Renseanlæg. Dette kom til at ændre Trækstien på dens inderste strækning ind mod Viborgbroen, idet man senere opførte en pumpestation ved stiens begyndelse ved krydset ved Ansvej – Borgergade og lod spildevandsledningen nedgrave i stien. Den blev derved hævet betydeligt og fik betonbelægning. Også på anden vis har den inderste del af Trækstien mistet sin oprindelige karakter. Træer og buske har fået lov at gro op, så stien visse steder næsten har fået karakter af en skovsti.
Da man i 1934 begyndte at udstykke parceller langs Langsø – i kvarteret omkring Søholt – grænsede Trækstiens inderside på en lang strækning op til private haver. Dermed fik de enkelte husejere brugsret til det areal, der er mellem Trækstien og søen ud for deres ejendom. Det har medført, at ensartetheden er gået tabt. Nogle steder er der anlagt haver eller græsplæner, og på andre ligger der haveaffald og venter på, at det skal blive Sct. Hansaften.
Vil man i dag opleve den oprindelige træksti skal man ud øst for Ringvejsbroen. Her kan man endnu danne sig et indtryk af et nu glemt transportsystem.
Stien kan nogle steder, og i nogle perioder være oversvømmet; Strækningen fra Silkeborg til Kongensbro ejes af Naturstyrelsen. Den øvrige strækning er i privat eje bortset fra den nordligste del, der ejes af Randers Kommune.

## Eksterne kilder og henvisninger
1. ↑  naturstyrelsen.dk (Webside ikke længere tilgængelig)

- Trækstien på silkeborg.dk Arkiveret 16. juni 2019 hos  Wayback Machine
- Oversigtskort på visitranders.dk Arkiveret 16. juni 2019 hos  Wayback Machine
- Om trækstien på viborg.dk Arkiveret 16. juni 2019 hos  Wayback Machine

56°14′03″N 9°40′13″Ø / 56.23416°N 9.67041°Ø